# Trifolium subterraneum

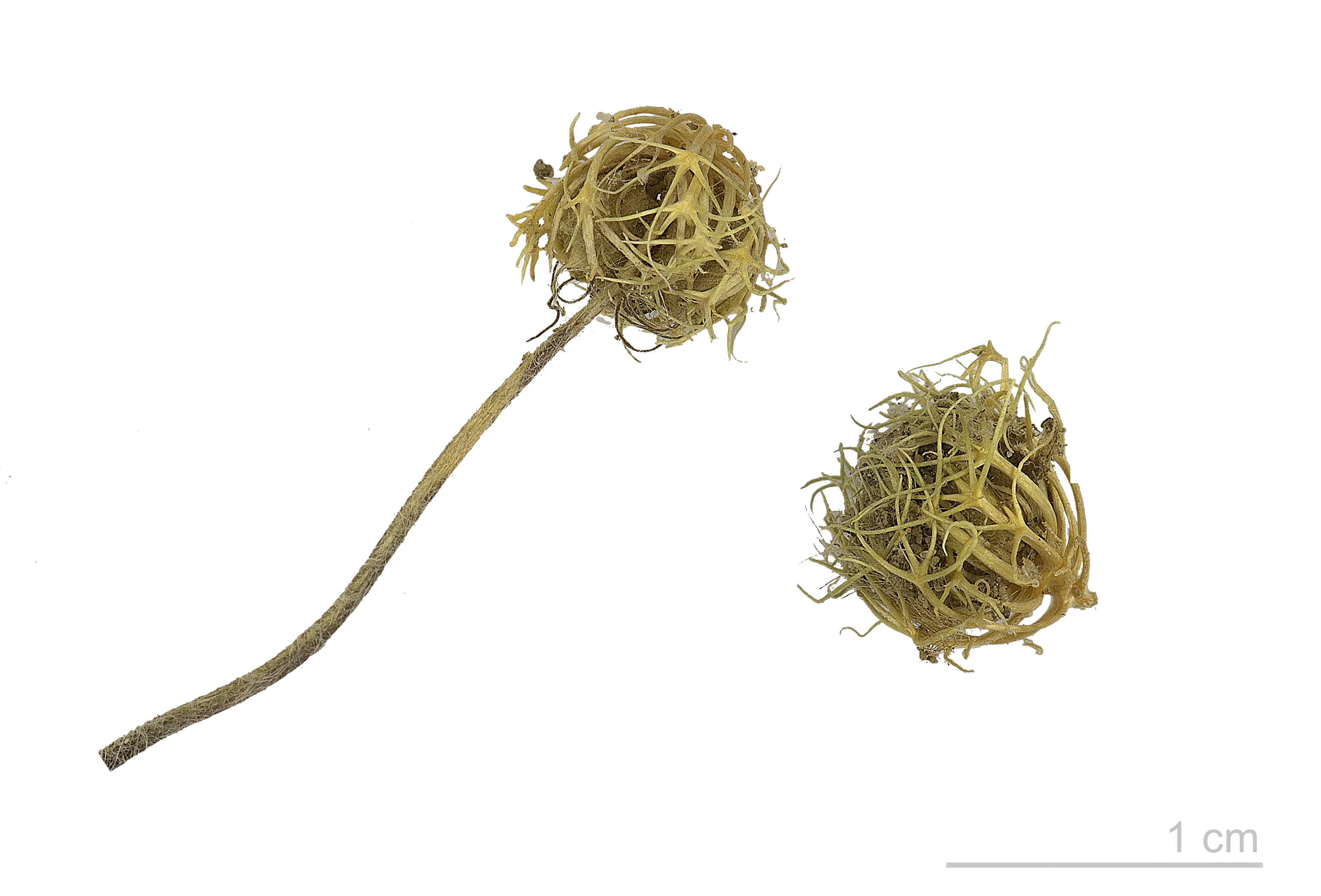
Trifolium subterraneum - MHNT

Trifolium subterraneum es una especie de planta anual perteneciente a la familia de las fabáceas:

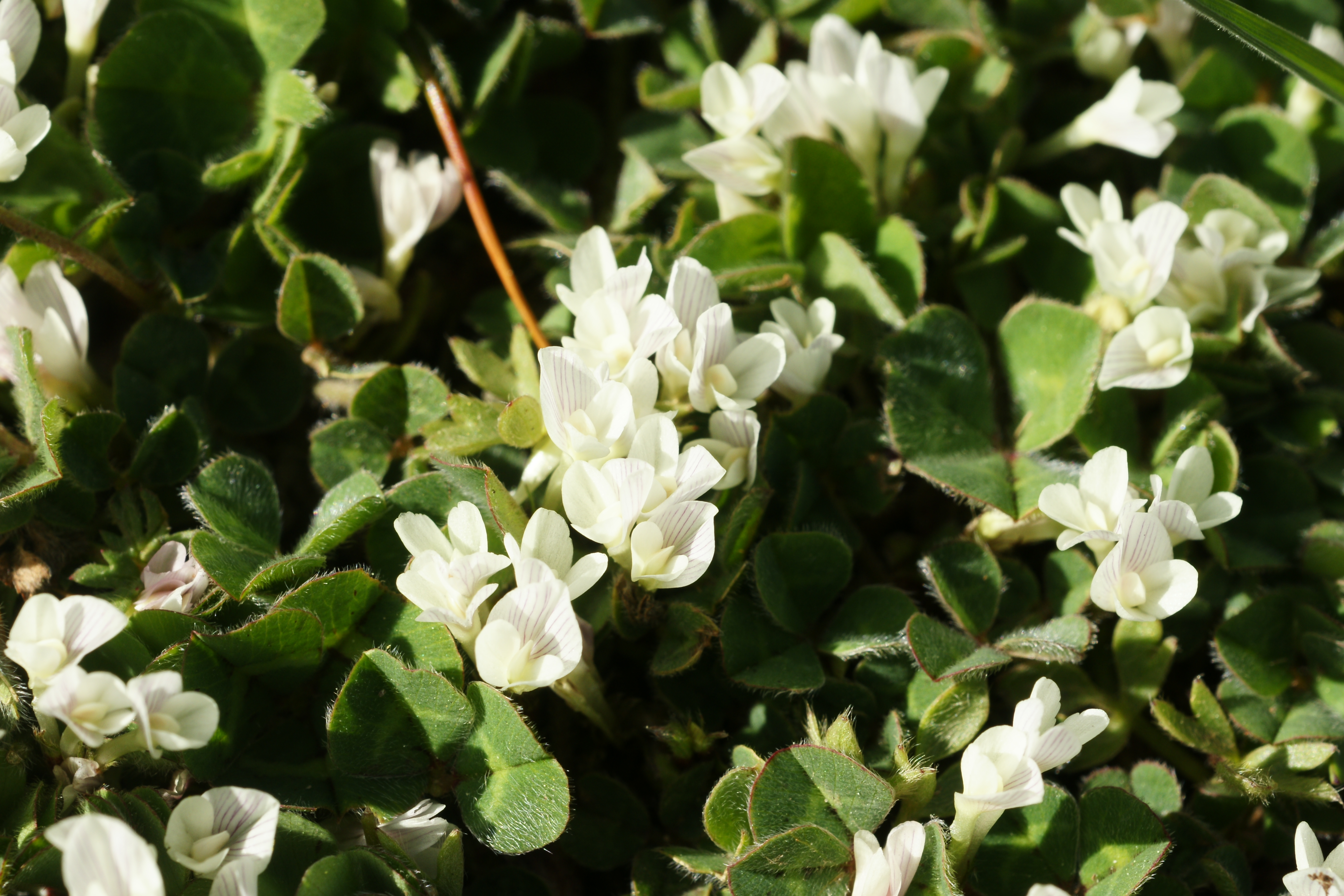
Flores

## Descripción
El trébol subterráneo es una planta anual, de hábitos rastreros. Sus tallos son cortos y tendidos en invierno, se alargan en primavera conservándose postrados, no son radicantes, y presentan pubescencia. Hoja dígito trifoliadas vellosas: los foliolos son redondeados y obcordiformes, pubescentes: borde por lo general entero. La mancha foliar forma una decoloración triangular en el centro de cada foliolo y sus extremos aparentan continuarse en los otros foliolos. Los peciolulos: cortos y de igual longitud. Tiene estípulas anchas terminadas en una punta corta. La raíz es pivotante, poco profunda con numerosas ramificaciones laterales.

## Distribución
Es originaria del sur de Europa.

## Características forrajeras
Planta anual de invierno primavera, que senesce al llegar el verano. A la madurez de las semillas, la planta inclina el ginecóforo y apoya los frutos en el suelo donde quedan semienterrados.
Con las primeras lluvias de otoño se produce la germinación de las semillas, lo que permite que la especie se comporte prácticamente como perenne con resiembra anual.

## Taxonomía
Trifolium subterraneum fue descrita por  Carlos Linneo y publicado en Species Plantarum 2: 767. 1753.
Citología
Número de cromosomas de Trifolium subterraneum (Fam. Leguminosae) y táxones infraespecíficos: 2n=16
Etimología
Trifolium: nombre genérico derivado del latín que significa "con tres hojas".
subterraneum: epíteto latino que significa "subterráneo, bajo tierra".
Sinonimia
- Calycomorphum subterraneum (L.) C.Presl	[5]
- Trifolium brachycalycinum (Katzn. & F.H.W. Morley) F.H.W. Morley[6]

## Nombre común
- Castellano:  trébol de majadal, trébol subterráneo.[6]